# Gerichtsbezirk Weyer

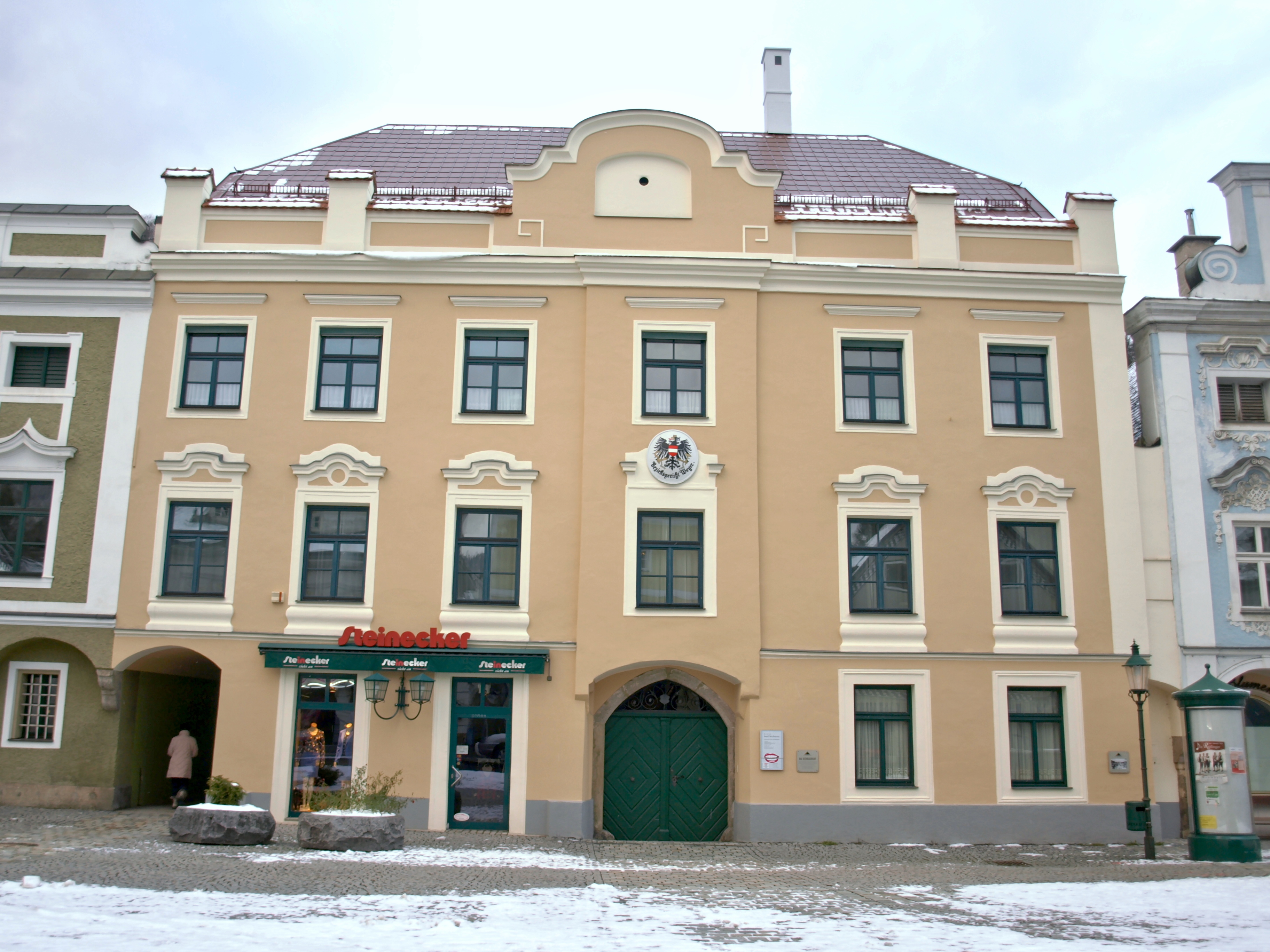
Bezirksgericht Weyer

Der Gerichtsbezirk Weyer war ein dem Bezirksgericht Weyer unterstehender Gerichtsbezirk im politischen Bezirk Steyr-Land (Bundesland Oberösterreich). Der Gerichtsbezirk wurde per 1. Jänner 2014 aufgelöst und das Gebiet dem Gerichtsbezirk Steyr zugewiesen.

## Geschichte
Der Gerichtsbezirk Weyer wurde durch einen Erlass des k.k. Oberlandesgerichtes Linz am 4. Juli 1850 geschaffen und umfasste ursprünglich die 23 Steuergemeinden Anger, Arztberg, Blumau, Buchschachen, Dörfl, Gaflenz, Hintstein, Kleingschaidt, Kleinreifling, Lausa, Laussa, Losenstein, Lumpelgraben, Nach der Enns, Neudorf, Neustiftgraben, Oberpeißa, Pettendorf, Pichl, Platten, Reichraming, Stiedelsbach und Weyr.
Der Gerichtsbezirk Weyer bildete im Zuge der Trennung der politischen von der judikativen Verwaltung
ab 1868 gemeinsam mit den Steyr, Kremsmünster und Neuhofen den Bezirk Steyr-Land.
Der Gerichtsbezirk Kremsmünster wurde in der Folge jedoch teilweise Teil des Bezirks Kirchdorf, der Gerichtsbezirk Neuhofen an der Krems Teil des Bezirks Linz-Land. Durch Gemeindezusammenlegungen reduzierte sich die Anzahl der Gemeinden des Gerichtsbezirks nach und nach auf acht Gemeinden. 
Die im Sinne der Verwaltungsreform sowie Budgeteinsparungen 2011/12 begonnene Diskussion über die Schließung von Bezirksgerichten führte schließlich zur Entscheidung, den Gerichtsbezirk Weyer aufzulösen. Das zuständige Bezirksgericht Weyer hatte zu dieser Zeit nämlich weniger als eine volle Richterplanstelle und gehörte damit zu den drei kleinsten Bezirksgerichten Oberösterreichs.
Die Auflösung des Gerichtsbezirks Weyer wurde schließlich im Juni 2012 verordnet und per 1. Jänner 2014 amtswirksam.

## Gerichtssprengel
Der Gerichtssprengel umfasste mit den acht Gemeinden Gaflenz, Großraming, Laussa, Losenstein, Maria Neustift, Reichraming und Weyer den südlichen Teil des Bezirkes Steyr-Land.